# マスパロマス (小惑星)
マスパロマス (マスパロマス、15884 Maspalomas) は小惑星帯の小惑星である。佐藤直人が1997年に秩父市で発見した。
宇宙航空研究開発機構 (JAXA) の人工衛星の追跡・管制運用通信施設がスペイン領カナリア諸島のマスパロマス局にあることに因んで命名された。